# البريد البلغاري
البريد البلغاري (Български пощи، Balgarski poshti) هي خدمة بريدية وطنية لبلغاريا. تأسست الشركة بعد تحرير بلغاريا من الحكم العثماني، حيث سلم الروس جميع مكاتب البريد والبرق إلى الدولة البلغارية المستعادة حديثًا في 14 مايو 1879. تم قبول بلغاريا في الاتحاد البريدي العالمي في 1 يوليو 1879.
اعتبارًا من عام 2005، قامت الشركة بتشغيل 3008 مكتب بريد وما مجموعه 80,060 كم من الطرق البريدية. البريد البلغاري أصبح شركة مساهمة منذ 31 آذار / مارس 1997.

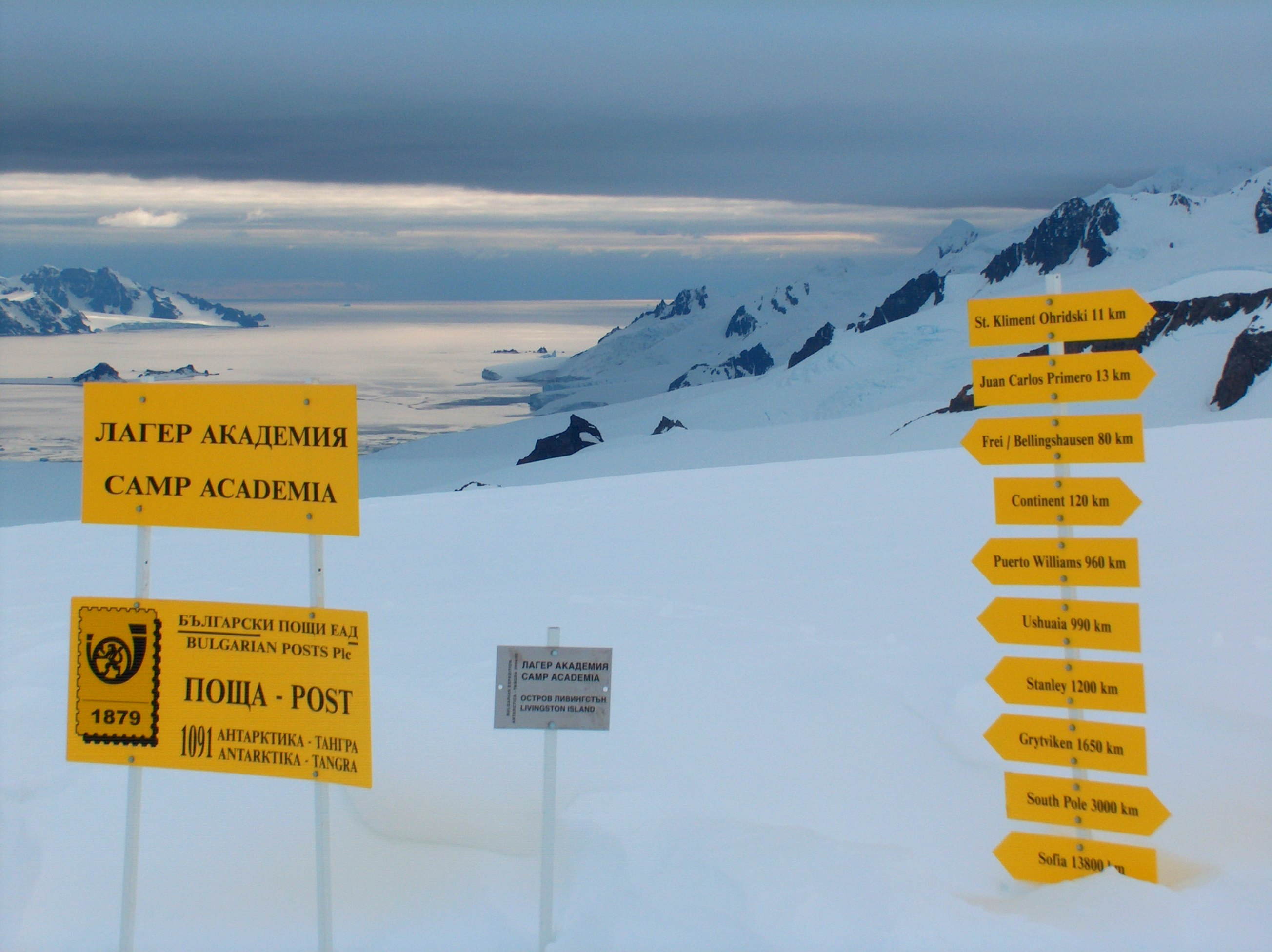
مكتب البريد في كامب أكاديمي، جزيرة ليفينغستون، أنتاركتيكا هو مكتب البريد البلغاري في أقصى الجنوب في العالم

## روابط خارجية
- الموقع الرسمي